# Edward Mechling
Edward Anthony Mechling (Hosensack, 31 gennaio 1878 – Moorestown, 5 marzo 1938) è stato un mezzofondista statunitense.
Grant rappresentò nelle gare intercollegiali di atletica l'Università della Pennsylvania, in cui si laureò in economia nel 1899.
Prese parte ai Giochi olimpici di Parigi del 1900 nella gara degli 800 metri piani, in cui fu eliminato in batteria.